# La Jet Set
 (août 2019).
Si vous disposez d'ouvrages ou d'articles de référence ou si vous connaissez des sites web de qualité traitant du thème abordé ici, merci de compléter l'article en donnant les références utiles à sa vérifiabilité et en les liant à la section « Notes et références ».
Pour les articles homonymes, voir Jet set (homonymie).
La Jet Set est un collectif de chanteurs ivoiriens à l'origine de la création du coupé-décalé et fondé en 2001. Il est composé à l'origine de sept « boucantiers parisiens » : Douk Saga, le duo Boro Sanguy-Lino Versace, Solo Béton, Bedel Patassé, Kuyo Junior, Serge Defallet, Chacolé et Le Molare.kuyo junior, Papis Djakata
Plus tard, avec le début de son internationalisation en 2003, le groupe verra l'arrivée de Jean-Jacques Kouamé (JJK), Papa Ministre, et en 2006 après la mort de Douk Saga il y a eu l’apparition de Jojo Gabbana, Abou Nidal, Saga Junior, Jean Jacques Domoraud Bosco Tarès.

## Caractéristiques
La Jet Set est le groupe ayant créé la musique coupé-décalé.
Ce qui caractérise ce mouvement sont tout d'abord les pas de danse alterné se déclinant sous plusieurs « concepts », mais la particularité des membres de la Jet Set, c'est la frime appelée le « farot farot » qui consiste à porter des vêtements chers et griffés, mais aussi le « travaillement », un autre terme nouchi (l'argot ivoirien) qui désigne le fait de faire des dépenses fastueuses en distribuant des billets de banque à tout-va dans les soirées.

## Conflits
Au sein du groupe, depuis le 12 octobre 2006, date de décès du « père Douk Saga » et avec la baisse de popularité des membres du groupe, des rivalités naissent. Celle entre JJK et Lino Versace ou même Serge Defalet et d'autres bouscule la cohésion. Il existait, avant la mort du « père », une rivalité de « leadership» entre Le Molare et Douk Saga qui n'hésitaient à se défier en public.
Après la mort du président Douk Saga en octobre 2006, une guerre de succession fait rage au sein de la Jet Set. D'aucuns disent que JJK autrefois poulain du Molare aurait tout essayé pour s'attirer les faveurs du public pendant la maladie du président feu Douk Saga, propos réitérés quelques années après par des journaux people qui l'auraient pourtant accompagné pendant sa période faste.
Chaque année une série de concerts sont organisés par la bande en l'honneur de leur ami au jour anniversaire de sa mort et ceux-ci se retrouvent régulièrement sur sa tombe.

## Discographie
- 2003 : Sagacité (Douk Saga)
- 2003 : Boucan (Le Molare)
- 2003 : Ça Dja La Foule / La Jet[Clip] (Lino Versace & Boro Sanguy)

- 2004 : Si tu aimes (Le Molare)
- 2005 : Mastiboulance (Lino Versace & Boro Sanguy)
- 2004 :Décalé Chinois (Papa Ministre)
- 2005 : La Paix (Solo Béton)
- 2005 : Gbékan (Serge Defalet)
- 2008 : Fin de récréation (Lino Versace)
- 2008 : Ça va se savoir (Le Molare)
- 2008 : Avoumbadjadja (Papa Ministre)
- 2008 : Afrodesign (Serge Defalet)
- 2011 : Coupé décalé (Le Molare)
- Décalé Allemand (Jean-Jacques Kouamé)
- 2006  Scénario (Jean-Jacques Kouamé)
- 2005  Héros National (Douk Saga)
- 2005 : Ballon d'Or (Douk Saga)
- 2004 : Mastiboulance (Papa Ministre)
- 2006 : Hommage au Pr Douk Saga (JetSet)